# Grand Bay West
Grand Bay West is een plaats in de Canadese provincie Newfoundland en Labrador. Het dorp bevindt zich aan de zuidwestkust van Newfoundland en maakt deel uit van de gemeente Channel-Port aux Basques.

## Geschiedenis
De plaats was gemeentevrij totdat de gemeente Channel-Port aux Basques opgericht werd in 1945.

## Geografie
Het dorp ligt, zoals de naam aangeeft, aan de westelijke oever van Grand Bay. Via een dijk met brug is het verbonden met het aan de overkant van die baai gelegen Grand Bay East. Een andere dijk verbindt het met de noordelijker gelegen plaats Dennis Hill.
Aan de rand van de plaats bevinden zich enkele zandstranden die bereikbaar zijn via een wandelpad dat begint bij Kyle Lane.